# 哄笑
哄笑（こうしょう）とは、大声を出して笑う事である。

## 概要
笑いの種類を動作から分類したとき断続的な呼気を伴うものをさし呼気を伴わない微笑とは対になる。微笑が新生児の頃から既に確認できるのに対し哄笑は生後3〜4ヶ月ぐらい経過しないと出現しない。なんらかの外的刺激への反応として生じる外因性のもので、社会的微笑から派生したものと考えられている。しかし、笑いを喚起する刺激には驚きや恐怖をもたらす要素が含まれることから、実は社会的微笑から発達した物でなく発達して先行する泣きから派生したと考える学説もある。

## 参考資料
- 心理学辞典（有斐閣、ISBN 4641002592）